# Acmaeodera sphaeralceae
Acmaeodera sphaeralceae är en skalbaggsart som beskrevs av Barr 1972. Acmaeodera sphaeralceae ingår i släktet Acmaeodera och familjen praktbaggar. Inga underarter finns listade i Catalogue of Life.